# Strongylognathus insularis
Strongylognathus insularis é uma espécie de insecto da família Formicidae.
É endémica de Itália.